# 山口菜緒
山口 菜緒（やまぐち なお、1989年5月20日 - ）は、日本の元女性プロレスラー、プロレスマネージャー、元グラビアアイドル。身長154cm、体重54kg。北海道札幌市出身。最終所属スターダム。血液型A型。愛称はなぉ姫。

## 所属
- スターダム（2018年 - 2019年）

## 来歴
2004年
- 芸能活動開始。

2010年
- 『復活!ミニスカポリス』15代目ポリス[1]。
- 5月、「復活！ミニスカポリス パトロール1 黒チーム」をリリース[2]。

2011年
- 3月～8月、マーベルエールに所属してアイドルなどタレント活動。オリジナル曲２曲リリース。

2015年
- 1stDVD「HIPNESS」をリリース。

2016年
- 2ndDVD「your princess」をリリース。

2017年
- 4月30日、芸能界を引退[3]。
- 8月3日、9期生としてスターダムに入門[4][5]。
- 8月6日、スターダム仙台大会に練習生として参加[6]。

2018年
- 2月10日、新木場1stRING大会メインイベント終了後にリング上で挨拶。3月4日にデビューすることが発表される。
- 3月4日、新木場1stRING大会にて渋沢四季戦でデビュー。ミサイルキックで敗戦[5]。
- 3月28日、後楽園ホール大会にてルアカとタッグを組み、小野崎玲皇&羽南組と対戦しルアカのフィッシャーマン・スープレックス・ホールドが小野崎玲皇に決まり勝利[7]。
- 4月15日に行われたチーム編成ドラフトで花月に指名され大江戸隊所属に[8]。
- 5月3日、新木場大会にて小野崎玲皇と対戦、アックスボンバーで初の直接勝利[9]。
- 5月20日、新木場大会から欠場する[10]。
- 6月3日、スターダム札幌大会にセコンドとして参加。
- 8月12日、スターダム後楽園大会にセコンドとして参加。
- 9月24日、スターダム後楽園大会にセコンドとして参加。
- 10月9日、記者会見で大江戸隊のマネージャーとして再出発することを宣言[11]。

2019年
- 3月10日、メインイベント後に月末でのスターダム卒業を発表。
- 3月28日、スターダム卒業。

2020年
- 5月、自身のTwitterにて、リンパと甲状腺に癌があることを発表。しばらく治療に集中し仕事はスローペースにしていく[12][13]。

2021年
- 8月31日、自身のTwitterの更新を終了することを報知した。

## 人物
趣味は旅行。
特技は英会話。
熱狂的な東方神起ファン。
チワワを飼っており大変可愛がっている。その愛犬を自身のTwitterに投稿する事もある。名前は牛すじ、がんも、こんにゃく、ダイヤモンドベイビー、相撲くん。
スターダムの先輩にあたる渋沢四季とその姉である渋沢一葉とは入門前からの友人。
親交のあるタイチの試合を観戦しプロレスラーを目指すことを決意した。
大江戸隊所属後、Twitter売店対応などで語尾に「にゃん」を多用するようになった。

## 得意技
アックスボンバー
タイチ直伝。
腕ひしぎ十字固め

## 入場テーマ曲
- NAO（New Angel Order）

## 出演
- 速報！バトル☆メン（2018年4月27日、サムライTV）ゲスト

## リリース作品

### イメージDVD
- 『復活！ミニスカポリス パトロール1 黒チーム』（2010年5月26日、テイチクエンタテインメント）
- 『HIPNESS』（2015年7月22日、スパイスビジュアル）
- 『your princess』（2016年7月22日、SID）